# ابراهیم کوخایی
ابراهیم کوخایی (زاده ۲۵ شهریور ۶۵) بازیگر سینما و تلویزیون ایران است. او کلاسهای بازیگری را سال ۱۳۸۲ زیر نظر فرزاد مؤتمن و محمود رضا رحیمی گذراند و سال ۱۳۸۹ در سریال آسمان همیشه ابری نیست بازی کرد.
ابراهیم کوخایی در سال ۱۳۹۶ در سریال راه و بیراه به کارگردانی داوود بیدل همکاری داشت.

## فیلم‌شناسی
| سال  | عنوان                        | کارگردان            |
| ---- | ---------------------------- | ------------------- |
| ۱۳۸۴ | سریال ناری گل                | محمد علی سلیمان تاش |
| ۱۳۸۶ | تله فیلم زخم شب              | میثم ریاحی          |
| ۱۳۸۶ | سریال بهار دل                | سید مجتبی اسدی پور  |
| ۱۳۸۸ | سریال آسمان همیشه ابری نیست  | سعید عالم زاده      |
| ۱۳۸۹ | فیلم سینمایی بی عمر زنده‌ام   | سید مجتبی اسدی پور  |
| ۱۳۹۲ | فیلم سینمایی زبرجد           | سید مجتبی اسدی پور  |
| ۱۳۹۴ | فیلم سینمایی ضد ضرب          | هادی شامانی         |
| ۱۳۹۵ | فیلم سینمایی یه لحظه تا بهشت | عباس شرفی           |
| ۱۳۹۶ | سریال راه وبی راه            | سید مجتبی اسدی پور  |
| ۱۳۹۷ | فیلم سینمایی شهرام پاپر      | اکبر چمن نژادیان    |
| ۱۴۰۰ | سریال سودا                   | ایمان یزدی          |
| ١٣٩٩ | سریال دادستان                | مسعود ده نمکی       |

- سریال راه وبی راه برای شبکه ۱